# Charles Langbridge Morgan
Charles Langbridge Morgan född 22 januari 1894, död 6 februari 1958, var en engelskfödd dramatiker och författare med engelsk och walesisk förälder.

## Biografi
Morgans morföräldrar hade emigrerat till Australien från Pembrokeshire. Hans farföräldrar var från Gloucestershire och Devon, England. Hans föräldrar gifte sig i Australien. Hans far var en järnvägsingenjör. Morgan själv föddes i Bromley, Kent. Han studerade vid Naval Colleges of Osborne och Dartmouth och tjänstgjorde inom flottan fram till 1913 då han återvände till England. Vid krigsutbrottet återvände han till flottan och sändes för att försvara Antwerpen. Han var krigsplacerad i Holland där senare hans bästsäljande roman The Fountain utspelar sig.
En del av hans tidiga dikter publicerades i Westminster Gazette. To America (1917) var med i A Treasury of World Poetry, som George Herbert Clarke var redaktör för. Efter första världskriget, tog han sin examen vid Brasenose College i Oxford. Efter en misslyckad relation med Mary, en dotter till Alfred Mond, 1:e baron Melchett, gifte han sig med den walesiska författaren Hilda Vaughan 1923. De fick två barn. Han var teaterkritiker i The Times från 1920-talet till 1938, och bidrog veckovis med artiklar om Londonteatrarna till The New York Times. Han skrev en serie med artiklar för Times Literary Supplement under signaturen Menander's Mirror från 1942, och ett flertal artiklar för The Sunday Times.
Hans första pjäs, The Flashing Stream (1938), var framgångsrika uppsättningar i London och Paris men blev inte väl mottagen i New York. The River Line (1952) skrevs ursprungligen som en roman 1949 och handlar om brittiska krigsfångar på flykt i Frankrike under andra världskriget.
Han belönades med hederslegionen 1936 och valdes in som medlem av Institut de France 1949. Från 1953 var han ordförande för PEN International.

### Romaner
- The Gunroom (1919)
- My Name is Legion (1925)
- Portrait in a Mirror (1929)
  - Porträtt i en spegel (översättning Ingalisa Munck, Bonnier, 1939)
- The Fountain (1932)
  - Källan (översättning Ellen Rydelius, Bonnier, 1933)
- Sparkenbroke (1936)
  - Lord Sparkenbroke (översättning Gösta Olzon, Bonnier, 1938)
- The Voyage (1940)
  - Resan (översättning Gösta Olzon, Bonnier, 1941)
- The Empty Room (1941)
  - Det tomma rummet (översättning Pehr Henrik Törngren, Bonnier, 1942)
- The Judge's Story (1947)
  - Domarens historia (översättning Nils Holmberg, Bonnier, 1947)
- The River Line (1949)
  - Flodlinjen (översättning Nils Holmberg, Bonnier, 1950)
- A Breeze of Morning (1951)
  - Morgonvind (översättning Carl Sundell, dikterna tolkade av Irma Nordvang, Bonnier, 1953)
- Challenge to Venus (1957)

### Dramatik
- The Flashing Stream (1938)
- The River Line (1952)
- The Burning Glass (1953)
- Epitaph on George Moore (1935)

### Essäer
- Reflections in a Mirror (två volymer 1944, 1946)
  - Spegelbilder (översättning Nils Holmberg, Bonnier, 1946)
- The Writer and his World (1960)
- The House of Macmillan

### Poesi
- Ode to France (1944)

## Priser och utmärkelser
- Hawthornden Prize 1932 för The Fountain